# 라디오 문학관 (OBS)
라디오 문학관은 OBS 라디오에서 평일 밤 10시에 방송되었던 프로그램이며, 오디오북 기업 오디언소리와 공동제작하는 라디오 드라마다. 2024년 5월 30일 자로 1년만에 폐지되었다.

## 역대 방송시간
| 방송 채널  | 방송 기간                         | 방송 시간                |
| ---------- | --------------------------------- | ------------------------ |
| OBS 라디오 | 2023년 3월 30일 ~ 2024년 2월 16일 | 평일 밤 10:30 ~ 밤 11:00 |
| OBS 라디오 | 2024년 2월 19일 ~ 2024년 5월 30일 | 평일 밤 10:00 ~ 밤 10:30 |

## 작품
- 인터넷 소설 '해시의 신루', 윤이수 저 (2023.3.30 ~ 7.28)
- '그 남자 그 여자', 이미나 저 (2023.7.31 ~ 8.25)
- 인터넷 소설 '한양 다이어리', 정수현, 김영은 저 (2023.8.28 ~ 9.12)
- '창공의 군주', 양강 저 (2023.9.13 ~ 9.26)
- '홍염의 성좌', 민소영(아울) 저 (2023.9.27 ~ 10)
- 즐거운 나의 집'. 공지영 저 (2023.12 ~ 2024.3.8)
- '달의 아이', 박이수 저 (2024.3.11 ~ 2024.5.30)